# Liste der denkmalgeschützten Objekte in Ilztal
Die Liste der denkmalgeschützten Objekte in Ilztal enthält die denkmalgeschützten, unbeweglichen Objekte der Gemeinde Ilztal im steirischen Bezirk Weiz.

## Denkmäler
| Foto |                 | Denkmal                                              | Standort                                                  | Beschreibung | Metadaten |
| ---- | --------------- | ---------------------------------------------------- | --------------------------------------------------------- | ------------ | --- |
| ja   | Datei hochladen | Ortskapelle Neudorf HERIS-ID: 84178 Objekt-ID: 98263 | Neudorf 74, bei Standort KG: Neudorf                      |              | BDA-Hist.: Q38182151 Status: § 2a Stand der BDA-Liste: 2025-06-30 Name: Ortskapelle Neudorf GstNr.: .45 Ortskapelle Neudorf |
| ja   | Datei hochladen | Lanzlkapelle HERIS-ID: 84081 Objekt-ID: 98160        | bei Nitschabergweg Standort KG: Wolfsgruben bei Gleisdorf |              | BDA-Hist.: Q38182062 Status: § 2a Stand der BDA-Liste: 2025-06-30 Name: Lanzlkapelle GstNr.: .28/1 Lanzlkapelle             |